# Frauke Dirickx
Frauke Dirickx est une ancienne joueuse de volley-ball belge née le 3 janvier 1980 à Hal (Belgique). Elle mesure 1,86 m et jouait au poste de passeuse. Elle  a totalisé 250 sélections en équipe de Belgique. Elle a mis un terme à sa carrière de volleyeuse professionnelle en juillet 2016.

## Clubs
| Club                    | De        | À         |
| ----------------------- | --------- | --------- |
| Datovoc Tongeren        | 1996-1997 | 1996-1997 |
| VC Herentals            | 1997-1998 | 1999-2000 |
| Joy Volley Vicenza      | 2000-2001 | 2001-2002 |
| Pallavolo Reggio Emilia | 2002-2003 | 2002-2003 |
| NSGP Sassuolo           | 2003-2004 | 2003-2004 |
| Joy Volley Vicenza      | 2004-2005 | 2004-2005 |
| CAV Murcia 2005         | 2005-2006 | 2006-2007 |
| Busto Arsizio           | 2007-2008 | 2007-2008 |
| CSU Metal Galați        | 2008-2009 | 2008-2009 |
| Fenerbahçe              | 2009-2010 | 2009-2010 |
| Spes Volley             | 2010-2011 | 2010-2011 |
| Dąbrowa Górnicza        | 2011-2012 | 2012-2013 |
| Impel Wrocław           | 2013-2014 | 2013-2014 |
| River Volley Piacenza   | 2014-2015 | 2014-2015 |
| Bursa BBSK              | 2015-2016 | 2015-2016 |

## Palmarès

### Équipe nationale
- Ligue européenne
  - Finaliste : 2013.

### Clubs
- Coupe de la CEV
  - Vainqueur : 2001.
- Top Teams Cup
  - Vainqueur : 2007.
- Ligue des champions
  - Finaliste : 2010.
- Championnat de Belgique
  - Vainqueur : 1999.
- Coupe de Belgique
  - Finaliste : 2000.
- Supercoupe d'Italie
  - Vainqueur: 2001, 2014.
- Championnat d'Espagne
  - Vainqueur : 2007.
- Coupe d'Espagne
  - Vainqueur : 2007.
- Supercoupe d'Espagne
  - Vainqueur : 2006.
- Championnat de Roumanie
  - Vainqueur : 2009.
- Coupe de Roumanie
  - Vainqueur : 2009.
- Championnat de Turquie
  - Vainqueur : 2010.
- Coupe de Turquie
  - Vainqueur : 2010.
- Supercoupe de Turquie
  - Vainqueur: 2009.
- Coupe de Pologne
  - Vainqueur : 2012, 2013.
- Supercoupe de Pologne
  - Vainqueur : 2012.
- Championnat de Pologne
  - Finaliste : 2013, 2014.

### Distinctions individuelles
- Ligue européenne de volley-ball féminin 2013: Meilleure passeuse[3].